# Barzowice
Barzowice [baʐɔˈvit͡sɛ] (tiếng Đức: Barzwitz) là một ngôi làng thuộc khu hành chính của Gmina Darłowo, thuộc quận Sławno, West Pomeranian Voivodeship, ở phía tây bắc Ba Lan. Nó nằm khoảng 10 kilômét (6 mi)   về phía đông bắc của Darłowo, 18 km (11 mi)     phía tây bắc Sławno và 173 km (107 mi) về phía đông bắc của thủ đô khu vực Szczecin.
Đối với lịch sử của khu vực, xem Lịch sử của Pomerania.

## Cư dân đáng chú ý
- Carl Meinhof (1857 Từ1944), nhà ngôn ngữ học